# تاریخ نشریات ورزشی در ایران
تاریخ مطبوعات ورزشی در ایران به دوران قاجار باز می‌گردد و نخستین نشریه ورزشی ایران پیش ازشکل‌گیری اتحادیه بین‌المللی روزنامه‌نگاران ورزشی منتشر شده‌است.  در سال ۱۳۰۳ اتحادیه بین‌المللی روزنامه‌نگاران ورزشی هنگام برگزاری بازی‌های المپیک با حضور نمایندگان  ۲۹کشور جهان اعلام موجودیت کرد.

## اتحادیه ایپس
اتحادیه ایپس AIPS روز دوم ژوئیه سال  ۱۹۲۴میلادی برابر با  ۱۱تیر ماه  ۱۳۰۳هجری خورشیدی شکل گرفت و از سوی سازمان‌های بین‌المللی ورزشی مورد پشتیبانی و تأیید قرار گرفت. نهاد ایرانی ایپس انجمن نویسندگان، خبرنگاران و عکاسان ورزشی ایران نام دارد.

## پیش از شکل‌گیری اتحادیه بین‌المللی
تاریخ روزنامه و مطبوعات ورزشی ایران مربوط به سال‌های پیش از شکل‌گیری اتحادیه بین‌المللی روزنامه‌نگاران ورزشی برمی‌گردد.
در واقع تاریخ مطبوعات ایران بازگوکننده آن است که ورزشی‌نویسی چندین سال قبل از تشکیل "ایپس" در نشریات کشورمان رواج داشته‌است.

## نخستین موضوع‌های ورزشی
تیراندازی، شکار، سوارکاری و کوهنوردی از نخستین موضوع‌های ورزشی مطبوعات ایران هستند که عموماً در لابه‌لای اخبار و گزارش‌های مربوط به سفرهای ناصرالدین شاه و نیز در مطالبی از مردم در مطبوعات آن دوره به چشم می‌خورد.

## ورزش در روزنامه وقایع اتفاقیه
خبر رفتن سه نفر از شاگردان توپخانه به کوه البرز در سال  ۱۲۷۵هجری قمری در روزنامه وقایع اتفاقیه از این دست است. بر این اساس انعکاس اخبار، رویدادها و مطالب ورزشی در مطبوعات ایران سابقه‌ای در حدود یک قرن دارد. نوشته میرزا تقی حکی‌الممالک درباره اسکی از نخستین مطالب ورزشی مندرج در مطبوعات ایران است که گفته می‌شود چاپ این نوشته موجب تمسخر عده‌ای شد با این مبنا که لغزیدن روی یخ اهل فرنگ دروغی بیش نیست. انتشار مطبوعات تخصصی ورزشی در ایران بعد از  ۱۳۰۰ هجری خورشیدی آغاز شده‌است. مطالعه تاریخ مطبوعات قاجار نشان می‌دهد که مباحث جدی ورزشی در دهه آخر این حکومت شکل گرفت.

## تشکیل نخستین کلوپ ورزشی ایران
مطبوعات ورزشی رونق خود را در قالب اخباری چون تشکیل نخستین کلوپ ورزشی ایران برای آموزش ژیمناستیک و وزنه‌برداری در سال  ۱۲۹۶ خورشیدی تشکیل مجمع فوتبال ایران در سال  ۱۲۹۹و تأسیس باشگاه‌های ورزشی شعاع و نیکنام در سال ۱۳۰۴ آغاز کرد.

## تشکیل نظام‌نامه و مرام‌نامه
در سال  ۱۳۰۱نظام‌نامه و مرام‌نامه‌ای وابسته به جمعیت مروجین ورزش در تبریز زیر نظر علی‌اصغر حکمت و نظام‌نامه‌ای دیگر در سال  ۱۳۰۳وابسته به جمعیت گردان ایران در مورد ورزشکاران منتشر شده‌است.

## نشریه ورزشی پیش‌آهنگی ایران
در سال  ۱۳۰۶همزمان با تصویب قانون ورزش اجباری در مدارس نشریه ورزشی پیش‌آهنگی ایران توسط احمد امین‌زاده که قدیمی‌ترین نشریه ورزشی است منتشر شد. این نشریه مجله‌ای تربیتی بود که در تکمیل روحیات دانش آموزان و تقویت حیات پیش‌آهنگی ایران می‌کوشید. پیش‌آهنگی ایران در قطع پستی و هر شماره در  ۲۰صفحه منتشر می‌شد که بخش‌هایی از آن به ورزش اختصاص داشت.
در سال  ۱۳۰۷نیز مجله ورزش توسط میرمهدی ورزنده در تهران و در همان سال نشریه دیگری به نام ورزش توسط وی منتشر شد. اما قدیمی‌ترین نشریه تخصصی و تمام ورزشی در ایران که در برخی از کتابخانه‌های کشور موجود است مجله آیین ورزش است که در سال  ۱۳۱۴ به سردبیری ناظرزاده کرمانی و توسط مدیر باشگاه شعاع در تهران انتشار یافت زیرا پیش از این مجله‌ای منتشر نشده بود که فقط به مباحث ورزشی بپردازد. هدف این نشریه ارائه اطلاعات به مردم درباره فواید ورزش و ارائه راهکارهای گسترش آن بود.
قدیمی‌ترین نشریه تخصصی ورزشی همان نشریه پیش‌آهنگی ایران و جدیدترین آن دنیای کشتی است که در سال  ۱۳۸۵منتشر شده‌است.
اما نشریات نیمه‌تخصصی ورزشی نشریاتی است که بیش از  ۸۰درصد مطالب آن‌ها در کلیه شماره‌ها به ورزش اختصاص دارد اما بر خلاف نشریات تخصصی عموماً اخبار و اطلاعات عمومی از رشته‌های ورزشی مختلف را ارائه می‌کنند.

## نشریه‌های نیمه‌تخصصی
قدیمی‌ترین نشریه نیمه‌تخصصی ورزشی ایران مجله اصلاح نژاد اسب است و جدیدترین آن تدبیرانه سبقت است که نخستین شماره آن‌ها به ترتیب طی سالهای  ۱۳۱۸و  ۱۳۸۶منتشر شده‌است. بعد از انتشار نشریاتی چون پیش‌آهنگی و آیین ورزش، هر روز بر تعداد این نشریات اعم از مجله، هفته‌نامه و روزنامه افزوده شد.
نیرو و راستی، کیهان ورزشی، راهیان کوه، یک هفته با ورزش، پهلوان، گام، ابرار ورزشی و شطرنج ایران تا آخرین مواردی چون تدبیرانه سبقت از این جمله هستند.

## دوره شکوفایی
دوره شکوفایی نشریات ورزشی ایران دهه  ۱۳۲۰خورشیدی می‌باشد زیرا طبق برخی آمارهای موجود  ۲۶عنوان نشریه ورزشی در این دهه منتشر شده و پس از این دوره نشریات این حوزه رشد متناسبی داشته‌اند.
در این میان کم‌نظیرترین دوره تاریخی مطبوعات ورزشی را مورخان و حتی ورزشی‌نویسان سالهای  ۱۳۷۶تا  ۱۳۸۱می‌دانند که تعداد زیادی نشریه منتشر شده یا مجوز انتشار گرفته‌اند.